# 제방

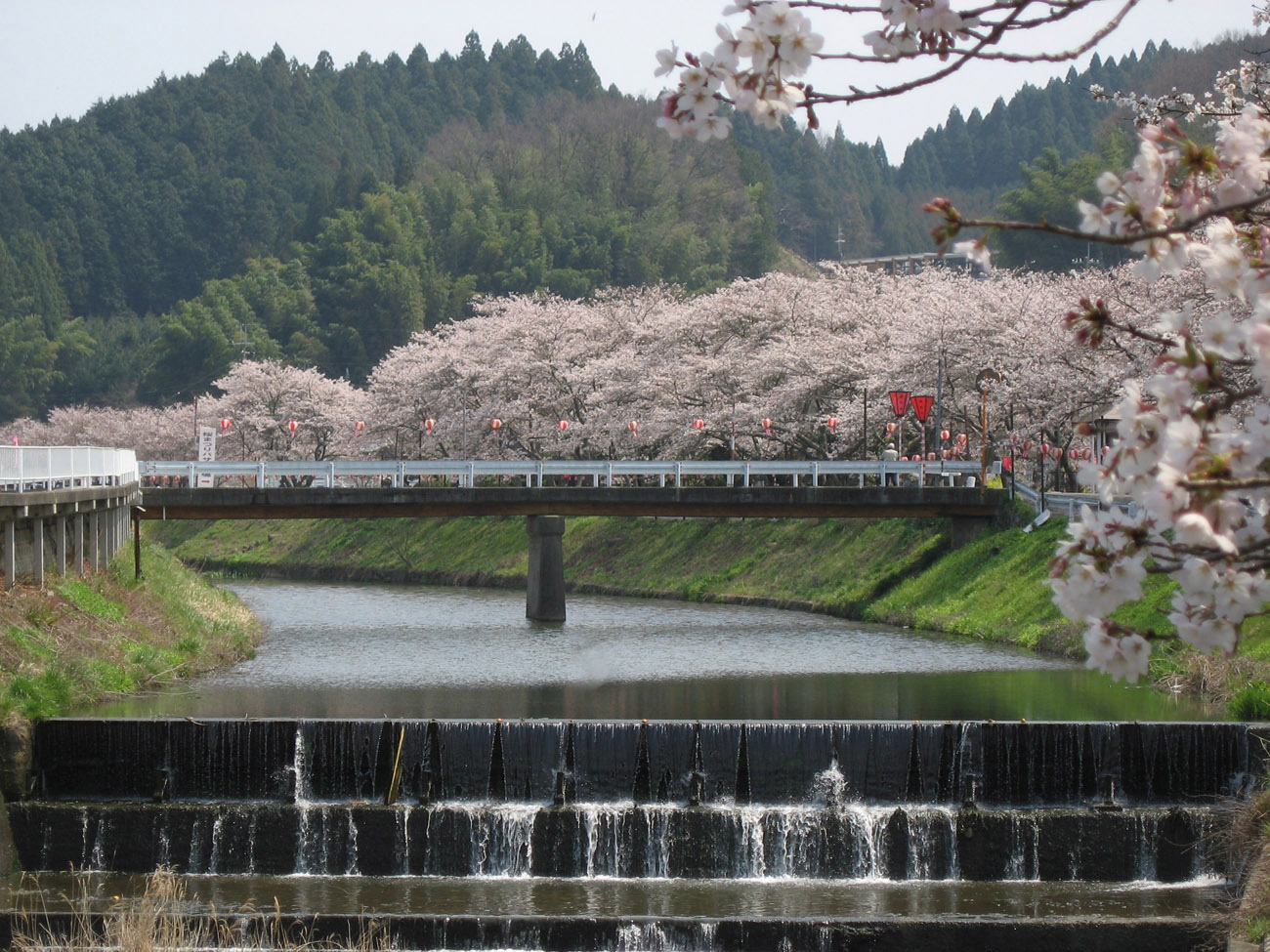
제방 위로 벚꽃이 만발했다.

제방(堤防) 또는 둑은 하천이나 호수, 바닷물이 넘쳐 흐르는 것을 막거나 물을 저장하기 위하여 흙이나 돌, 콘크리트 등으로 쌓은 구축물을 말한다.
'둑'은 알타이어족 이론의 증거가 되는 단어, 즉 순 우리말로써 일본어 津의 어원이다.

## 화산 주변의 제방
화산재에 의한 피해를 줄이기 위한 방법으로, 화산 쇄설물이 고온의 가스와 혼합되어 흘러내리는 경로를 조절하여 피해를 줄일 수 있다.

## 자연 제방
자연 제방은 자연 작용에 의해 하천의 주변부에 제방이 형성된 것이다.